# Sport-Club Rudolfshügel
Sport Club Rudolfshügel este un club de fotbal din cartierul Favoriten din Viena înființat în septembrie 1902. În total a jucat cincisprezece sezoane în T-Mobile Bundesliga (prima ligă austriacă) al cărei vicecampion a fost în 1919. Culorile clubului sunt albastru și alb.
Până în septembrie 1902 Rudolfshűgel a fost primul și singurul club de fotbal din cartierul vienez Favoriten. În decembrie 1903 clubul a devenit membru fondator al Federației Austriece de Fotbal (Ősterreichisch Fűβball Verband). Între septembrie 1902 și iunie 1926 clubul a purtat numele ASV Hertha Wien.
Din iunie 1926 până în 1934 clubul a revenit la numele pe care îl poartă și acum din iunie 1945, Sport Club Rudolfshűgel Wien. Între 1934 și iunie 1945 a purtat numele Erste Fűβball Club Wien.
Jucători cunoscuți ai clubului au fost: Karl Beck, Heinrich Bielohlavek, Erwin Brazda, Otto Flor, Ferdinand Hoel, Leopold Kiesling, Leopold Kőnig, Heinrich Lebensaft, Josef Milnarik, Franz Prohaska, Friedrich Wagner, Wilhelm Weihrauch, Ernst Winkler, Gerhard Hanappi, Ernst Happel, Erich Probst, Matthias Sindelar, Ernst Ocwirk, Franz Binder, Rodolphe Hiden, Robert Körner, Alfred Körner, Karl Koller, Karl Decker, Walter Nausch, Ludwig Brousek, Heinrich Schönfeld, Franz Kellinger, Johann Studnicka. 
În 1934, a fost temporar desființat până în 1944 din motive politice și financiare.
Are 15 participări în prima ligă austriacă: 1912; 1913; 1914; 1915; 1916; 1917; 1918; 1919; 1920; 1921; 1922; 1923; 1925; 1926; 1927.
A fost o dată vicecampion al Austriei: 1919.
A atins de două ori semifinalele Cupei Austriei (ŐFB-Cup): 1915; 1919.
Clubul are culorile albastru și alb, porecla de "Kőnigerisch Geiern" (Acvilele) și joacă acasă din 1944 pe Matthias Sindelar-Stadion cu o capacitate de 8320 de scaune, cu nocturnă în Gebietsliga (liga a șasea austriacă).